# نویل مسکلین
نویل مسکلین (به انگلیسی: Nevil Maskelyne)،(زاده ۶ اکتبر ۱۷۳۲ – درگذشته ۹ فوریه ۱۸۱۱) پنجمین ستاره‌شناس سلطنتی اهل بریتانیا بود. او از سال ۱۷۶۵ تا ۱۸۱۱ رئیس آنجا بود. او اولین کسی بود که به‌طور علمی جرم سیاره زمین را اندازه گرفت.